# Tratado de Amistad, Comercio y Navegación entre España y Japón de 1868
El Tratado de Amistad, Comercio y Navegación entre España y Japón de 1868 es un acuerdo que permitió el acercamiento de las relaciones diplomáticas entre las naciones de España y Japón, escrito en español y francés, y que se firmó el 12 de noviembre de 1868 en Kanagawa, en la región de Kanto, en la isla de Honshu (Japón). En 2018 se celebran 150 años de las relaciones entre Japón y España debido a la firma de este documento, que sirvió para afianzar relaciones entre ambos países y asegurar la paz, y se realizaron numerosos actos y celebraciones en ambos países.

## Características
Este documento supuso la apertura de Japón al resto del mundo y el inicio de la diplomacia y relaciones oficiales con España. Fue firmado por Michitomi Higashikuze, jefe de los negociadores de Japón, y José Heriberto García de Quevedo, negociador de España en China y Annam, todo ello en nombre del emperador de Japón y la reina Isabel II de España respectivamente. El marino y delegado español José Luis Ceacero Inguanzo, que había residido en Japón desde hacía varios años, presenció tal acto, en el cual fue nombrado cónsul de España en Kanagawa. Este tratado fue de gran importancia para la nación japonesa, ya que habían abolido el sakoku, una serie de normas por la cual se negaban relaciones comerciales o culturales con otras naciones, y durante la cual tampoco se permitió la entrada de extranjeros ni la salida de ningún habitante, a lo que se unió la expulsión de todo tipo de personas, incluidos misioneros católicos. En realidad los motivos fueron principalmente militares, ya que el shogunato temía que España y Portugal pudieran atacar Japón desde los territorios que mantenían en el océano Pacífico. 
Durante la fecha de la firma del tratado, Japón se encontraba en la era Meiji, cuyo emperador era Meiji Tenno, quien recientemente había sucedido a su padre en el cargo. Y fue en el mismo año, en 1868, cuando se redactó la carta de juramento en Japón, que fue el inicio para entablar relaciones exteriores con otros países, principalmente Estados Unidos y los países europeos, ya que temían ser colonizados, como en gran parte de Asia y África.

#### Principales apartados del tratado
- Plena paz entre España y Japón, tanto en ese momento como en lo sucesivo.
- Se permite el libre paso a determinados agentes diplomáticos de ambos países para residir en el país opuesto y poder conocer los puertos que, de ahí en adelante, iban a comerciar con otros países, entre ellos España y Japón.
- Se permite el comercio y residencia a ciudadanos españoles en Japón y construir casas, almacenes o lugares de culto, pero estos serían revisados periódicamente para comprobar que no se construían asentamientos militares. Tampoco podía Japón construir vallas o muros alrededor de las edificaciones de los españoles con objetivo de impedirles la salida de ningún modo.
- Libertad de confesión religiosa.
- Trato de delitos y deudas entre españoles y japoneses: los demandados serían castigados siempre por su respectivo país, quien además trataría por todos los medios de hacer saldar las deudas entre ellos si las hubiese, aunque no se haría responsable de las deudas.[6]

#### Reglamentos comerciales
También contiene unos reglamentos comerciales que hacen referencia principalmente a normas sobre el comercio marítimo con Japón: se establecen protocolos, multas y una burocracia para evitar el contrabando y ordenar el tráfico marítimo de embarcaciones españolas en el país. Después de estos reglamentos quedan reflejadas las tarifas sobre derechos de importación de todo tipo de materiales y sus cantidades, reflejadas en sistema métrico decimal y con medidas inglesas y japonesas.